# Seznam slovenskih misijonarjev
Seznam slovenskih (katoliških) misijonarjev.
Seznam vsebuje slovenske katoliške misijonarje;
protestantsko misijonarstvo na Slovenskem: (povzeto po Enciklopediji Slovenije): V 19. st. je začela delovati protestantska Britanska in inozemska biblijska družba (ustanovljena 1804 v Londonu), katere namen je bil širiti Sveto pismo med vse narode, zato je tudi v Sloveniji poiskala zanj prevajalce (J. Stritar), ga natisnila in širila med Slovence. V letih 1904-22 je v Ljubljani stalno živel češki misijonar Antonín Chráska, ki je ob pomoči londonske biblične družbe v slovenščino prevedel in 1914 izdal mdr. celotno Sveto pismo. V letih 1922-38 je v St. Andräju blizu Beljaka na Koroškem delovala ob podpori švicarskih in škotskih protestantov Biblična šola, ki je pripravljala misijonarje za južno in vzhodno Evropo. V njej so se šolali in pozneje kot misijonarji delali v slovenskih protestantskih cerkvah Vekoslav Korošec, Andrej Thaler, Rudi Brezovnik, Štefan Jonaš in Zoltan Kerčmar.
Slovenski protestantski pastorji so (bili) misijonarsko dejavni v nekaj evropskih deželah, mdr. Vlado Deutsch, Ludvik Ullen v Zagrebu, Viktor Andrejek v Švici; Mihael in Peter Kuzmič sta misijonarsko obiskovala druge celine; v letih 1962-79 je v Liberiji delala misijonarka Vilma Stolz.

## A
- Janez (Venceslav) Abram (1897–1938), Bolgarija
- Luka (Leon) Abram (1863–1931), Turčija
- Jože Adamič (*1957) (Argentina), Madagaskar
- Janez (Jozafat) Ambrožič (1903–1970), Bližnji vzhod (Egipt, Sveta dežela) - "korni škof"
- Andrej Andolšek (1827–1882), Severna Amerika
- Jože Andolšek (*1951), Kenija, Etiopija (salezijanski duhovnik, vzgojitelj v Celovcu...)
- Ljudmila Anžič (*1970), Kambodža, Samoa
- Alenka Arko (teologinja) (*1966) (Rusija in Srednja  Azija/Kazahstan)
- Engelhard Avbelj, Kitajska (od 1902)

## B
- Ivan Bajec (*1949), Slonokoščena obala
- Pavel Bajec (*1951), Slonokoščena obala
- Veronika Bakan (1905–2002), Ekvador
- Friderik Baraga (1797–1868), Severna Amerika - apostolski vikar in škof
- Aleš (Aleksa) Benigar (1893–1988), Kitajska, Japonska (Slovenec, rojen v Zagrebu; frančiškan, Božji služabnik)
- Pavel Bernik (1917–2000), Indija
- Gregor Bizjak, Afrika (Egipt)
- Marko Blasutig (1914–1990), Kitajska, Tajska (Italija-Beneški Slovenec)
- Stanko Boljka (1921–2014), Tunis, Španija, Argentina, Paragvaj, Ekvador, Kanada, Čile ...
- Rudi Borštnik (1923–2021), Albanija (Španija; salezijanski inšpektor v Sloveniji; deloval, umrl in pokopan v Skadru)
- Janez Mansuet (Andrej) Božič (1928–2007), Brazilija
- Jožef Briginel (18. stoletje), Argentina, Paragvaj
- Metod Brlek (1926–2013) Izrael (Jeruzalem/Sveta dežela)
- Frančišek (Franc) Buh (1928–2011), Madagaskar
- Jožef Frančišek Buh (1833–1923), Severna Amerika
- An(k)a Burger (*1950), Burundi, Ruanda

## C
- Ivan Cigan (1909–1944), Indija
- Stanislav Cikanek (*1943), Madagaskar, Brazilija, Velika Britanija
- Ignac Cirheimb (1703–1773), Paragvaj
- Jože Cukale (1915–1999), Indija
- Antonija Cvetko (1913–2015), ZDA

## Č
- Adolf Ivan Čadež (1871–1948), Egipt, Carigrad, Sveta dežela
- Jožef Časl, Kitajska
- Janez Čebul(j) (1832–1898), Severna Amerika
- Bernard Čeferin (1628–1679), Dalmacija, otoki
- Ivo Čerček ml. (*1972) (laiški)
- Krištof Černe (1746–1793), Egipt, Jemen
- Marija Serafina Černe (1908–1977), Paragvaj, Argentina
- Serafina Černe, Slonokoščena obala
- Silvester Česnik (1941–2006), Madagaskar, nato Francija
- Barbara Čuk, Mehika
- Emil Čuk (1922- ?) (Italija), Tanzanija

## D
- Hugo Delčnjak (1938–2019), Togo, Srednjeafriška republika; Venezuela, Francoska Gvajana
- Lojze Demšar (1909–1974), Indija
- Bernard Distel (1623–1660), Isfahan, Kitajska
- Polona Dominik, Kenija, Etiopija (laiška)
- Martin Dovjak (1821–1854), Sudan
- Franc Ksaver Drenik (1732–1780), Kolumbija, Hispaniola (Dominikanska republika)
- Emanuel Jožef Drevenšek (1869–1897), Južna Afrika (Natal, Namibija)
- Miha(el) Drevenšek (1946–2011), Zambija
- France Drobnič (1902–1963), Indija

## E
- Filip Jakob Erlah (1839–1894), Severna Amerika
- Volbenk Inocenc Erberg (1694–1766?), Urugvaj, Paragvaj
- Janez Ehrlich (1910–1978), Indija
- Gabrijela Ehrlich (1916– ?), Indija, Gana, Nemčija, Etiopija (zdravnica, laiška)
- Martin Ehrlich (v Jeruzalemu 1902-10)

## F
- Katarina Ferjančič, Zambija (laiška)
- Uršula Fink (+ 1959), Indija
- Frančiška Flajšman (1920–2012), Paragvaj
- Lucijana (Frančiška) Forte  (1916–2010), Turčija
- Emanuela Fras, Slonokoščena obala

## G
- Rok Gajšek (*1943), Madagaskar
- Jože Geder, Kitajska, Hongkong
- Vida Gerkman (*1946), Ruanda, Albanija
- Ivan Germek (1906–1976), Indija
- Andreja Godnič (*1972), Peru, Venezuela
- Silverija Gogala (1915 -?), Egipt
- Ildefonza Grabar, Slonokoščena obala
- Tone Grm, Mozambik
- Jože Grošelj (1944–2013), Malavi, Zambija

## H
- Ferdinand Avguštin Hallerstein (1703–1774), Kitajska
- Vesna Hiti (*1954), Ruanda
- Janez Hladnik (1902–1965), Argentina
- Apolinarij Hočevar, Afrika (Egipt: Girga)
- Deodata Hočevar (1910–1997), Tajska (Siam), Indonezija
- Antonija Höffern (1803–1871), sestra in pomočnica Friderika Barage, Severna Amerika
- Aleksander Horvat,
- Avgust Horvat (*1939), Burundi
- Iva Horvat, Indonezija
- Ivan Horvat (1594–1656), Madžarska (pod turško oblastjo)
- Alojzija (Gebhardina?) Hrastnik, Kitajska (+ 1982, Avstralija)

## I
- (Alojzij Ilc 1921–2013), Brazilija
- Peter Ivančič, Kuba

## J
- Francis Jager (1869–1941), Severna Amerika (ZDA)
- Branko Jan (*1959) (Argentina), Bariloche
- Katarina Jančar, Kitajska
- Janez Janež (Fan Fenglong) (1913–1990), Kitajska/Tajvan (laik-kirurg)
- Marica Jelić (*1955, BiH), Madagaskar
- Luka Jeran (1818–1896), Afrika (2 x 1853, 1854)
- Franc(e) Jereb (1906–1996)?, Kitajska
- Karel Jereb (1907–1991), Peru
- Jožef Ljubljančan, Afrika (Egipt)
- Bernardeta Jurkovič, Slonokoščena obala

## K
- Milan Kadunc (*1951), Togo, Benin
- Magdalena (Barbara) Kajnč (1892–1984), Indija (prišla obenem z Agnes Bojaxiu - materjo Terezo)
- Marko Anton Kapus (1657–1717), Mehika; raziskovalec nizke Kalifornije
- Sigfrid Kappus, Egipt (1737 dosegel Sudan)
- Benjamina Kardinar, Kitajska
- Mojca Karničnik, Španija, Demokratična republika Kongo
- Metka Kastelic, Brazilija
- Bogdana (Ivana) Kavčič (*1946), Ruanda, Burundi
- Marija Kavčič (+ 1994-Lesce), Argentina, Peru, Urugvaj
- Jožef Kerec (1892–1974), Malezija, Macao, Hongkong, Kitajska - apostolski administrator
- Stane Kerin (*1958), Madagaskar
- Tone (Anton) Kerin (*1958), Madagaskar
- Karel Kerševan (1902–1995), Belgijski Kongo (Zaire; sedaj Demokratična republika Kongo)
- Marcel Kerševan (1907–1994), Belgijski Kongo (Zaire; sedaj Demokratična republika Kongo)
- Ivan Kešpret (1920–2000), Indija
- Janez Klančnik (1819/23–1859), Afrika-Sudan... (nato trgovec s slonovino)
- Martin Kmetec (*1956), Libanon, Turčija - nadškof v Izmirju (2020-)
- Kristina Knez (1908–2005), Salvador, Nikaragva, Honduras
- Ivan (Janez) Kocijančič – "Abuna Hanna" (1826–1853), Sudan
- Agata Kociper (*1957), Brazilija (Amazonija)
- Nazarij (Anton) Kocjančič (1900–1985), Kitajska, Tibet (frančiškan, ne duhovnik)
- Patricij (Izidor) Kodermac (1911–1981), Brazilija
- Jernej Kogoj (1897–1983), Libanon (seizmolog)
- Ignacij Knoblehar (1819–1858), Egipt, Sudan - apostolski provikar
- Jože Kokalj (*1929), Zambija
- Gregor Komel, Paragvaj (laik)
- Gabrijela Koncilija (*1935), Egipt
- Ferdinand Konšak (hrv-ali slov. misijonar) (Mehika)
- Janez Kopač, Kitajska
- Mateja Koršič, Čile
- Vladimir Kos (1924–2022), Japonska
- Janko Kosmač (*1941), Madagaskar, Slonokoščena obala
- Veselko Kovač (1872–1928), Kitajska
- Jožko (Jože) Kramar (1919–2007), Indija, Burma, Papua
- Peter Alkantara Kramar, Afrika (Egipt)
- Franček Kraner (*1946), Madagaskar
- Zdravko Kravos (1925–2002), Kamerun, Zambija
- Ognjeslav Kreslin, Kolumbija
- Janez Krmelj (*1955), Madagaskar
- Andreja Kunič (*1954), Grčija
- Franci Kurent (1968–2022), Papua Nova Gvineja (laik)
- Ignacij Kustec, Indija

## L
- Simon Lampe (1865–1940), Severna Amerika
- Marija Kalista Langerholz (1913–Francija ?), Kitajska, Tajvan
- Jožef Lap (1819–1855), Sudan
- Lavrencij (Lovrenc) Lavtižar (1820–1858), Severna Amerika
- Pepi Lebreht (*1964), Togo, Benin
- Ladislav Lenček (1914–1993), Argentina
- Ksaverija Lesjak (?–1977), Južna Afrika
- Alojz Letonja (*1953), Rusija; lazarist, bil misijonar v Sibiriji; zdaj župnik župnije Sv. Cirila in Metoda na Banovem Brdu v Beogradu in duhovni voditelj za Slovence.
- Jože Letonja, Madagaskar (laik)
- Elizabeta Likar (1928–2015), Egipt
- Danilo Lisjak (1951–2025), Ruanda, Burundi, Kongo, Uganda
- Dolores Lisjak (1926–?), Egipt
- Ločnikar (benediktinec), ZDA
- Anton Lončar, Ekvador
- Jože Lukan (1914– ?), Indija (1946-67, brat, šele po vrnitvi duhovnik na Zgornji Ponikvi)
- Terezija Lukan (1908–200?), Tunizija, Alžirija
- Marija Luževič (?–1964), Japonska

## M
- Janez Madon - Serafin Goriški (1829–1918), Brazilija
- Lucina Mahar (vzhodna Afrika/Kilimandžaro od 1906)
- Andrej Majcen (1904–1999), Kitajska, Vietnam, Tajvan
- Tomaž Majcen (minorit), Danska, Grenlandija
- Miha(el Benedikt) Majetič (*1970), Vietnam, Kazahstan
- Jožef Malič (1884–1972), Čile (Ognjena zemlja)
- Franc Marcola (1911–1986), Srednja Amerika (Kostarika, Salvador, Nikaragva, Kostarika)
- Urša Marinčič, Uganda
- Urša Marinšek, Madagaskar?
- Martin Maroša (ZDA, 1912–2012), Čile
- Aleksander Martelanc (1880–1941)
- Angelina Martelanc (+ 1991)
- Sonja Masle (1922–2007), laikinja-zdravnica, Madagaskar
- Tomaž Mavrič (*1959) (Argentina), Rusija, Ukrajina
- (Mariangela Mayer; Senegal, Kamerun?)
- Terezija Medvešek (1905/6–2001), Indija
- Janez Krstnik Mesar (1673–1723), Macao, Kitajska, Vietnam
- Janez Mesec (*1966), Madagaskar
- (Marta Meško, ukrajinska redovnica, članica Marijinih sester čudodelne svetinje), Ukrajina
- Janez Milko Metlika (1918–1991), Čile
- Franc Mihelčič (*1952), Madagaskar
- Janez Mihelčič (*1942), Japonska, Rusija, Kirgizija - apostolski administrator
- Zvonka Mikec (*1962), Angola, Mozambik
- Albin Miklavčič  (1910–?), (Italija), Kitajska, Hongkong, Pakistan
- Anica Miklavčič (1914–?), (Italija), Kitajska, Japonska, Hongkong, Tajvan
- Mira Milavec, Ukrajina
- Ladislav Milharčič (1909–1936), Peru
- Matevž Milharčič
- Janez Mlakar (*1941), Zambija
- Karel Mlekuš (1901–1933), Indija
- Jože Mlinarič (*1940), Ruanda, Burundi
- Janez Mozetič (1797–1863), Severna Amerika (Združene države Amerike)
- Karmen (s. Tadeja) Mozetič (1949–2019), Paragvaj
- Jernej Mozgan (1823–1858), Sudan
- Ignacij Mrak (1818–1901), Severna Amerika - škof
- Marjeta (Hedviga) Mrhar (1923–2011), Madagaskar
- Janez Mrvar (1917–2008), Ekvador
- Rafko Mrzel (1912–1994), Kitajska/Hongkong, Filipini
- Janez Mujdrica (*1949), Zambija

## N
- Hermina Nemšak, Slonokoščena obala
- Urban Nežmah
- Veronika Nose (*1948), Turčija
- Frančiška (Ana) Novak (1915–2008),Tajska (Siam)
- Marija Vincencija Novak (? –1995)

## O
- Alenka Oblak, Brazilija (Amazonija) (laična-prostovoljka)
- Anton (Anthony) Ogulin (1862–1933), Severna Amerika (ZDA)
- Katarina (Cecilija) Ogris (1928–?), Turčija
- Egidij Severijan Omersa, Afrika (Achimin)
- Marija Omrzel (1908-1961), Sirija
- Pedro Opeka (*1948) (Argentina), Madagaskar
- Lovrenc Osgnach (1925–1992), Mozambik
- Leo Osredkar (1811–?), Severna Amerika
- Anton Ovtar, Rusija

## P
- Anton Pačnik ?
- Franci Pavlič (1965–2005), Bolivija
- Terezija Pavlič (1934–2024), Madagaskar
- Janez Pavlin (1848–1896), Severna Amerika
- Stanko Pavlin (1916–2002), Hongkong
- Marija Pavlišič (*1937), Madagaskar
- Ignacija Peljhan (1924), Egipt
- Ludvik Pernišek (1891–1953), Argentina (Mapuči)
- Ivana Perovšek (1889-1978), Argentina
- Franc Petek (1919–2003), Čile (meteorolog)
- Barbara Peterlin, Ukrajina
- Franc Pirc (1785–1880), Severna Amerika
- Ksaverija Ana Pirc (1894–1987), Tajska (in Kitajska)
- Alojzij Plut (1841–1917), Severna Amerika (ZDA, Minnesota)
- Stanko Poderžaj (1904–1976), Indija
- Anton Podgoršek (1867–1942?), Severna Amerika
- Lojze Podgrajšek (*1952), Zambija, Malavi
- Drago Pokorn, Kitajska
- Ivanka Pokovec (1916–?), Vietnam, Malezija
- Anita (Ana) Poljak (*1952), Grčija (Kikladi-Syros)
- Vincenc Poljanšek (1941–2024) Burundi, Kongo, Ruanda (mizar)
- Amanda Potočnik (*1943), Madagaskar
- Miriam (Francka) Praprotnik (1924–2023), Kosovo, Albanija
- Andrej Prebil (1911–1993), Kitajska; 2 x Čile
- Janez Puhan (*1942), Madagaskar

## R
- Rant ZDA
- Ivan Marija Ratkaj (1647–1683), Mehika
- Franc Rebol, Tajvan
- Konradina Resnik (1905–1997), Indija
- Alojzija (Iluminata) Reven (1910–1989), Argentina, Paragvaj, Urugvaj
- Anton Ivan Režek (1867–1946), Severna Amerika
- Mirko (Federico) Rijavec (1910–1987), Ekvador
- Venceslav Rijavec (1922–2001), Ekvador
- Louis Rink (ZDA), Uganda
- Francka (s. Cecilija) Rode (1929–2024), Iran
- Vida Rojc (s. Justina) (1922–2014) (Kosovo, Madagaskar - zdravnica)
- Barbara Rous (laikinja; Zambija v letih 1970-92)
- Jože Rovtar (1927–2019), Zambija (brat)
- Stanko Rozman (*1942), Zambija
- Radko Rudež (1922–2016), Zambija
- Alojzij Rupar, Kitajska
- Ljudmila (Julija) Rus (1925–2015), Čile

## S
- Ernest Saksida (1919–2013), Brazilija (Mato Grosso)
- Viktor Sedej (1902–1963), Indija
- Katarina (s. Teodora) Selič, Egipt
- Maksimilijan Senica (1831–1896), Čile
- Dorica Sever (*1952), Francoska Gvajana, Kanada (Repulse Bay, Hudsonov zaliv...)
- Janez Sever (*1965), Rusija
- Štefanija Sever, Slonokoščena obala
- Jerica Sirnik (+ 1990, Lesce), Tunizija, Alžirija
- Aleksander Skapin (*1961), Slonokoščena obala
- Oton Skola (1805–1874), Severna Amerika
- Andrej Skopec (19. stol.), Severna Amerika
- Janko Slabe (1944–2007), Madagaskar
- Ana Slivka, Brazilija
- Andrej Bernard Smolnikar (1795–1869), Združene države Amerike
- Benigen Snoj (1867–1942), Egipt, Sveta dežela, ZDA
- France Sodja (1914–2007), Argentina, Kanada (Buenos Aires, Toronto)
- John Sonc (1861–1915), Združene države Amerike
- Severin Spruk, Afrika (Egipt)
- Marija Sreš (*1943), Indija
- Evgen Stanet (1876–1942), Egipt
- Jernej Starič, Afrika (Gornji Egipt)
- Janez Nepomučan Stariha (1845–1915), Severna Amerika - škof
- Anica Starman, Slonokoščena obala (zdravnica)
- Janez Adolf Steinhauser (1613–1648), Filipini
- Jožica Sterle, Ukrajina
- Ivan Stibiel (1821–1869), Združene države Amerike
- Rado Sušnik (*1948), lazarist, Madagaskar

## Š
- Marjeta Ščančar (1909–2001) Brazilija
- Minka Škerlj (*1948), Peru
- Zora (Albina) Škerlj (*1941), Zambija, Bocvana
- Franjo Šnurer, Štefan Sočak, Martin Maroša, Aleksander Horvat - Salezijanci v Čilu
- Venceslav Šolar (1874–1942), ZDA
- Jože Šömen (*1952), Zaire (sedaj Demokratična republika Kongo)
- Julijana Špur (1907–1986), Brazilija
- Ivan Štanta (1933–2003), Madagaskar
- Katarina (Marija) Štefe (1926–?), Argentina
- Alojzija Šteh (1906–?), Južna Afrika
- Benigna Šteh (1910–?), Južna Afrika
- Klemen Štolcar (*1949), Madagaskar
- Marija Andreja (Uršula?) Šubelj (1924–?), Čile
- Venceslav (Srečko) Šušteršič (1924–1994), Bolivija
- Polona Švigelj, Senegal
- Monika Švigelj (*1991), Kambodža (laiška)

## T
- Ema (Terezija) Telič (1926–?), Čile
- Ignac(ij) Tomazin (1843–1916), Severna Amerika
- Anica Tomažič (*1963), Madagaskar (laiška - med. sestra)
- Lovro Tomažin (1930–2009), Zambija
- Katarina Tomc, Mozambik
- Dora Toš, Turčija
- Andreja Tovornik Talavera, Paragvaj (laiška)
- Oton Trabant (1816–1854), Južni Sudan
- Bogomil Trampuž Bratina (1908–1974), Ekvador (pesnik, pisatelj, hum. delavec)
- Jakob (James) Trobec (1838–1921), Severna Amerika - škof
- Marija Uršula Trošt (1913–2001), Sveta dežela (Jordanija, Izrael)
- Mirko Trusgnach (Trušnjak) (1929–?), Tajska
- Peter Baptist Turk (1874–1944), Kitajska

## U
- Janez Udovč (1895–1978), Indija

## V
- Leopold Vidmar (1901–1984), Indija
- Josip Vizjak (1897–1970), Indija
- Anica Vlašič, Rusija
- Dionizij Vrhovnik, Ekvador
- Janez (John) V(e)rtin (1844–1899), Severna Amerika - škof
- Rafaela (Marija Helena) Vurnik (1898–1983), Tajska (Siam)

## W
- Karel Wolbang, Kitajska

## Z
- Ludvik Zabret (1923–2010), Indija
- Milena Zadravec (*1948), Jordanija, Palestina
- Franc Zajtl (1947–2018), Egipt, salezijanski duhovnik
- Boris Zakrajšek (*1938), Brazilija
- Mirjam Zalaznik (1899–1982), Indija
- Marjeta Zanjkovič (*1950), Madagaskar
- Brigita Zelič (*1952),
- Leopold (Janez) Zorman (1885–1939), Turčija, Bolgarija
- Jože Zupan (1862– ?)
- Amalija Zupanc (1917– ?)

## Ž
- Anton Žagar (omenjen 1865), Severna Amerika
- Anton Žagar (1870–1901), Severna Amerika-ZDA
- Urban Žele, Kitajska (od 1901)
- Anton(io) Žerdin Bukovec (*1950), Peru (Amazonija - misijonski škof - apostolski vikar)
- Jerneja Žerjav, Benin
- Ivana Žigon, Mozambik (laiška)
- Marija Žitek (1904-1966), Izrael
- Fani Žnidaršič, Bocvana
- Agnes (Janja) Žužek (1927–2010), Vzhodna Afrika, Etiopija
- Janez (John) Žužek (1837–?), Severna Amerika
- Silva Žužek (1930–2017), Malavi (iz ZDA); misijonska farmacevtka
- Terezija Žužek (1928–2019), Pakistan, Južni Vietnam, Jemen, Peru (iz ZDA)